# Playa Los Límites

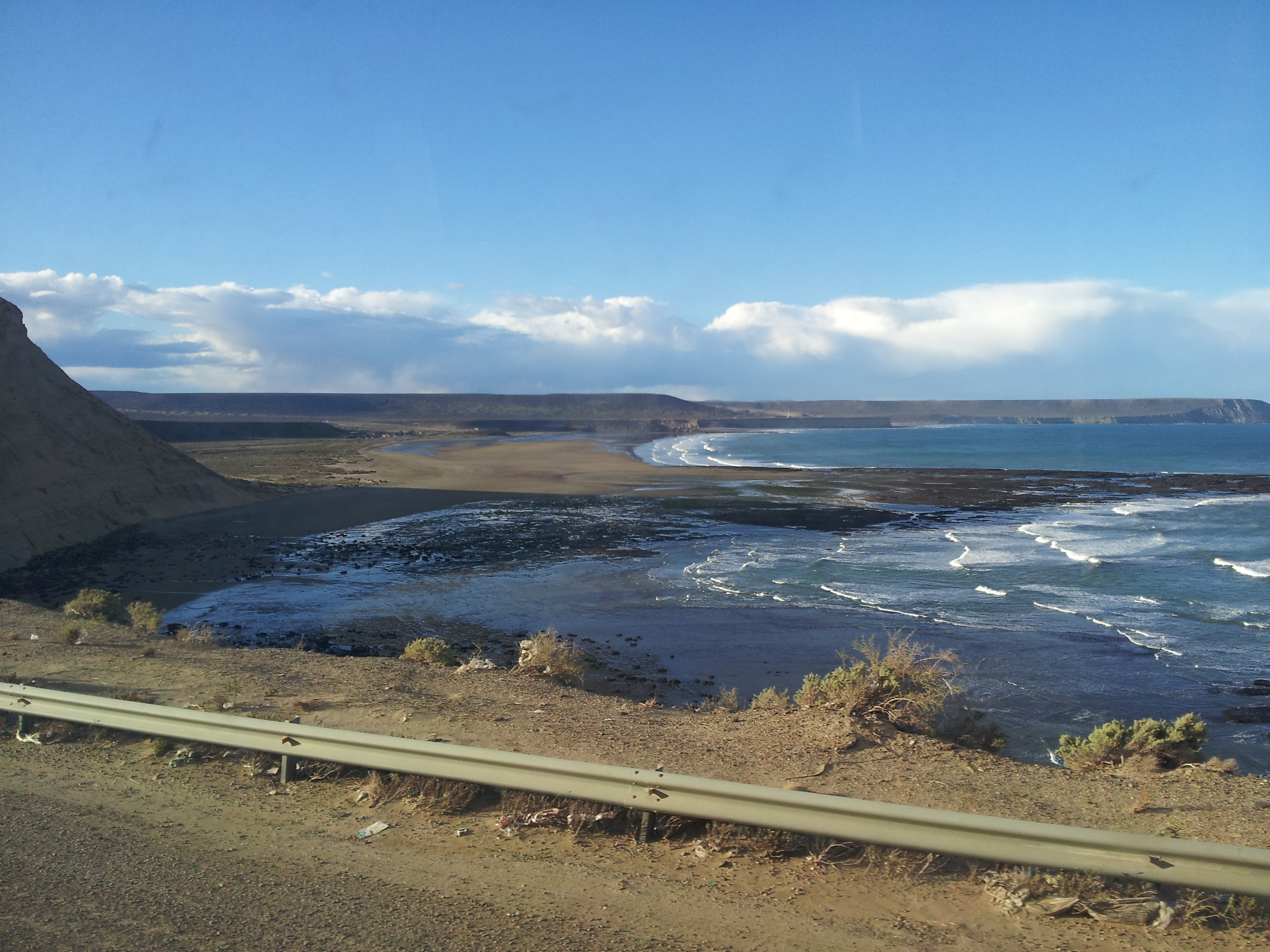
Vista desde Punta Peligro de la totalidad de la playa

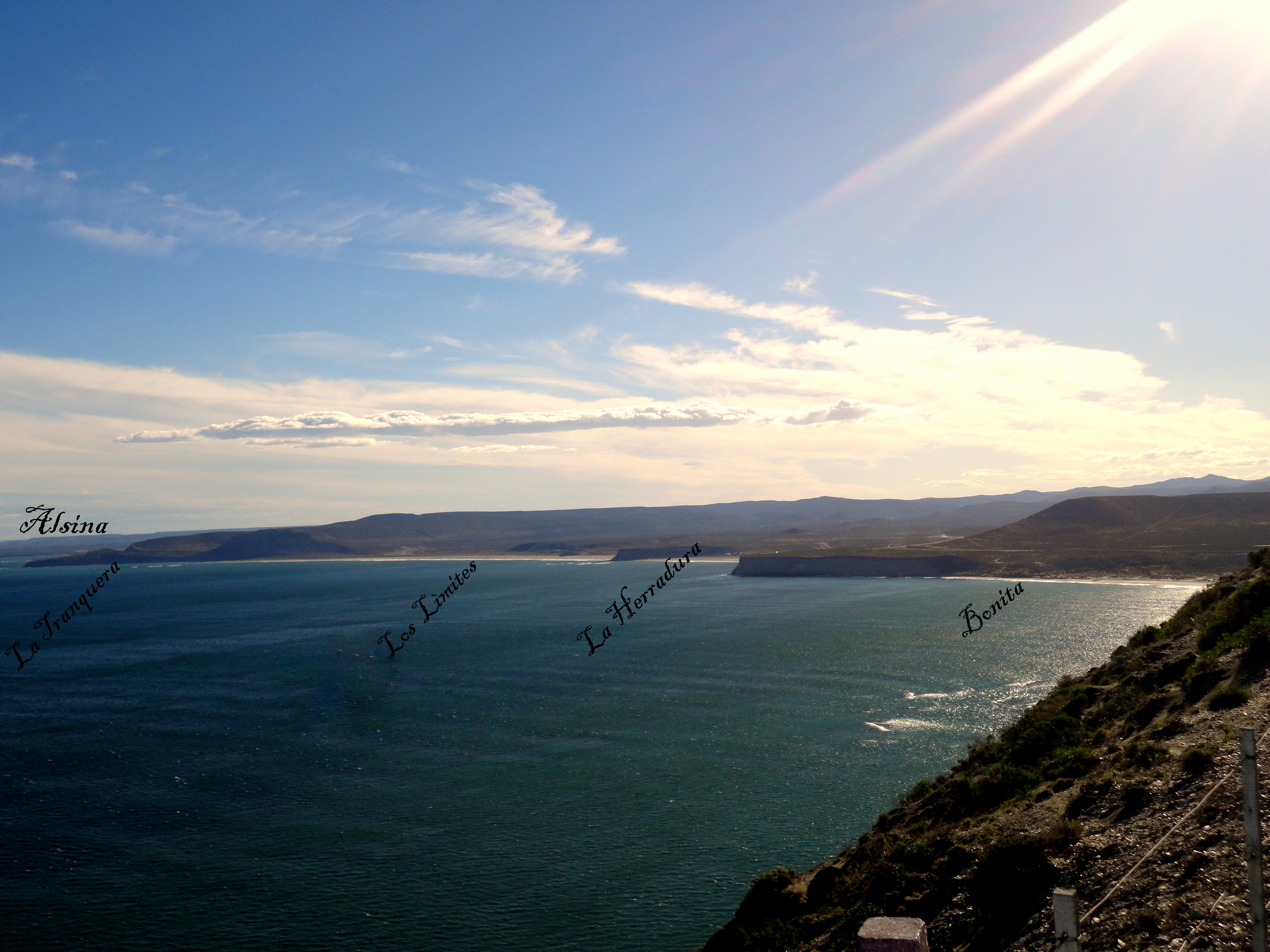
Desde punta del Marqués las playas de arena de los límites

Playa Bonita con sus 4.120 metros de largo, se sitúa en el límite de Provincia de Chubut y Provincia de Santa Cruz, de allí proviene el nombre homónimo, entre Playa La Herradura, al norte y Punta Peligro y Playa La Tranquera al sur; en el sur chubutense y norte santacruceño, más precisamente en la Cuenca del Golfo San Jorge.
La playa es también llamada, por su notorio accidente geográfico, Punta Marqueda. Otro de sus nombres es Ramón Santos por la próxima comisaría.
Esta playa es integrante de un sistema de 7 playas de arena fina. Este sistema se halla en el golfo San Jorge y es de especial importancia, dado que tanto hacia el sur como el norte las demás playas son de ripio o composición similar. Esta playa, junto con sus vecinas que la rodean sufren las limitaciones climáticas como bajas temperaturas fuera de la temporada veraniega y la intensidad de los vientos que suelen azotarlas con velocidades diversas. Estos dos fenómenos naturales suelen cobrarse víctimas, dado que todas las playas cercanas no cuentan con guardavidas o similares servicios de auxilio.
La playa es muy concurrida por vecinos de Comodoro Rivadavia y, en verano suele ser muy concurrida para pasar tardes a la luz del sol. Pese a no contar históricamente con servicios de guardavidas desde diciembre de 2017 se brinda un servicio de guardavidas temporario en temporada estival. Estos tienen contacto permanente con el puesto fronterizo provincial Ramón Santos y realizan sus labores con camionetas pertenecientes a la central municipal de guardavidas.Las aguas de esta playa están sujetas a corrientes de mar abierto, motivo que explica parte de los accidentes que en ella ocurren.
Llamativamente, la playa y otras aledañas sufren congelación en los días más fríos del año. Esto se produce una vez que la marea se retira dejando una estela de hielo sobre la arena que cubre el ancho de la misma.

## Problemas ambientales
La playa sufre contaminación por residuos que son dejados por los visitantes pudiéndose encontrar en la zona mucha basura. Por ello en febrero de 2018 se empezó con una campaña de limpieza y concientización.
Al estar alejada del entorno urbano, la playa y la zona que la rodea gozan de abundante fauna silvestre. Estos animales como los guanacos y zorros colorados suelen ocasionar problemas a los automovilistas que circulan por la ruta cercana. Además, la zona es peligrosa históricamente para el tránsito; debido a que durante los temporales de viento se desarrollan fuertes ráfagas que culminan en le mar y pueden afectar incluso a los rodados pesados.
La playa, como las vecinas, fue escenario del brote de gripe aviar que afecto  a la población de lobos marinos que residen en la zona. La plaga afectó a muchos ejemplares de los cuales muchos murieron en sus costas durante el invierno de 2023.

## Urbanización
Entre 1992 y 1993 se dio la iniciativa de crear un ferrocarril transpatagonico con destino al Pacífico. La proposición evitaba el puerto de Comodoro y pretendía crear un puerto nuevo al sur de Rada Tilly. Este ferrocarril partiría de este puerto hasta Puerto Aysén.
La iniciativa fue discutida ferozmente en Comodoro Rivadavia. Los promotores tenían la intención evitar el tránsito por Cabo de Hornos, particularmente para contenedores. Se llegaron a mostrar planos del puerto incluyendo con facilidades ferroviarias. Su ubicación sería en las bellas playas naturales como esta, Playa La Herradura o Playa Bonita. Esta idea encontró la férrea oposición de los ambientalistas, ya que el puerto era ser muy cerca a la lobería al sur de Rada Tilly. Actualmente, está sin discusión este tema.
En cercanías a esta playa se asienta la comisaría Ramón Santos, que cuenta con la jurisdicción de Caleta Olivia.
Esta playa es célebre por su gran acantilado de alrededor de 100 m s. n. m. que es surcado por la Ruta Nacional N.º 3. Aquí la ruta se vuelve una gran y peligrosa curva que por la pronunciación de su recorrido y la cantidad de accidentes le dan su nombre. El acceso a esta parte de la playa por lo escarpado del terreno y las rocas de derrumbe es por demás dificultoso, siendo casi impenetrable con marea alta.

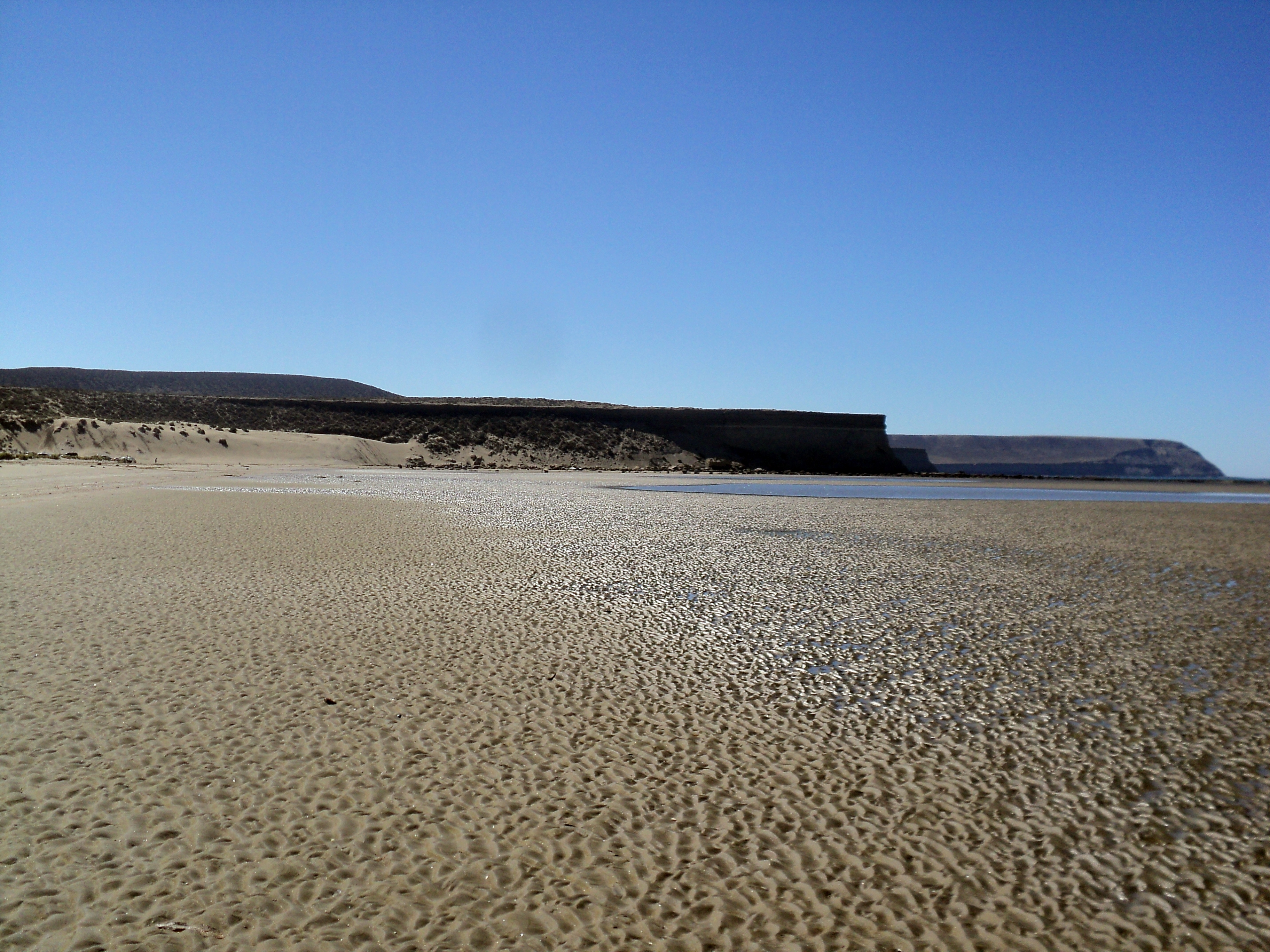
Interior de la playa mirando hacia Playa La Herradura